# Heteromys nelsoni
Heteromys nelsoni је врста глодара из породице кенгур-пацова (Heteromyidae).

## Распрострањење
Врста има станиште у Мексику и Гватемали.

## Станиште
Станиште врсте су шуме.

## Угроженост
Ова врста се сматра угроженом.